# الروبوت في مجال الزراعة

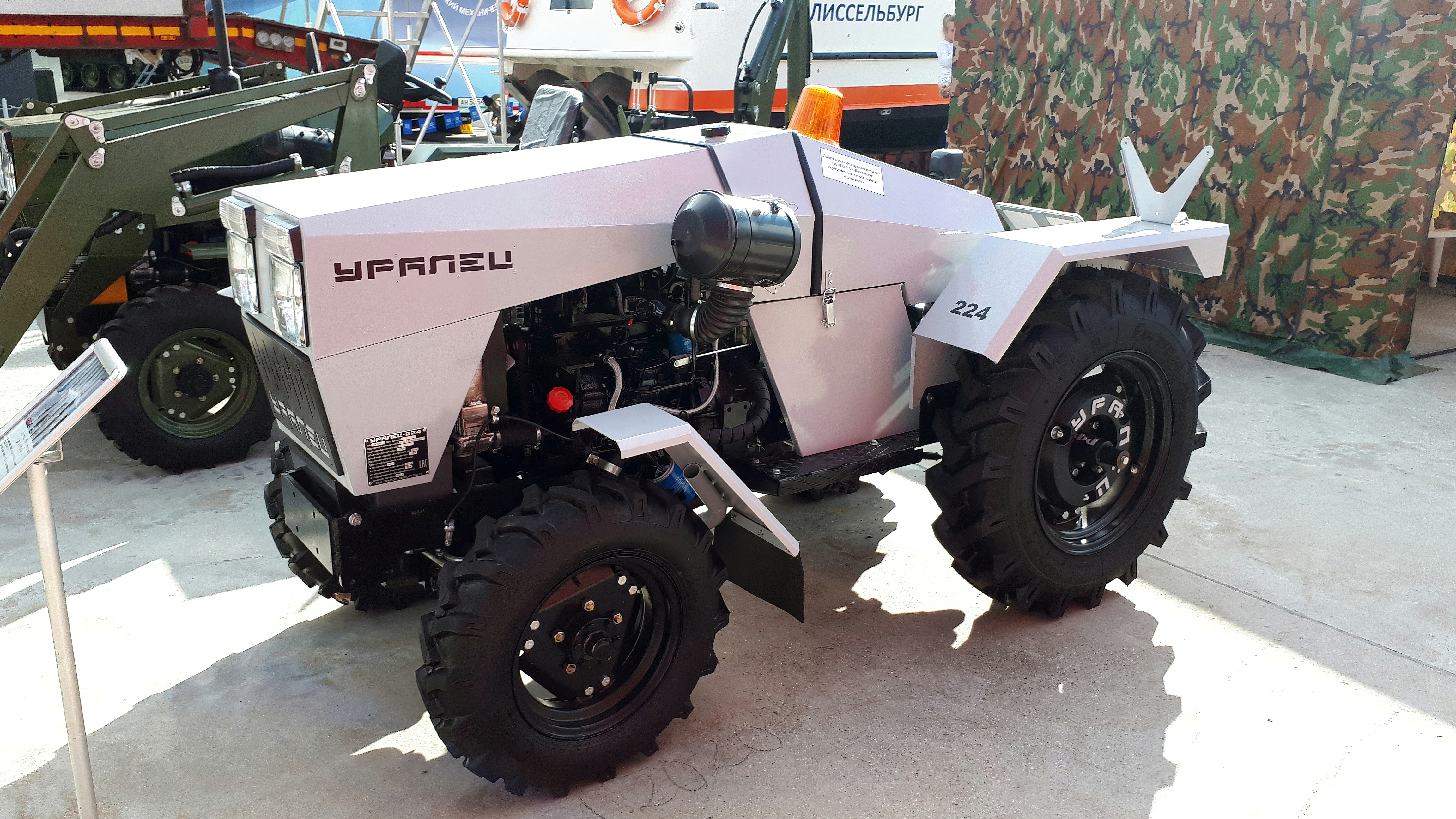
أوراليتس جرار بدون طيار في معرض الجيش 2020

الروبوت الزراعي (بالإنجليزية: Agricultural robot)‏ هو روبوت يُستخدم للأغراض الزراعية. المجال الرئيسي لتطبيق الروبوتات في الزراعة اليوم هو مرحلة الحصاد. تشمل التطبيقات الناشئة للروبوتات أو الطائرات بدون طيار في الزراعة مكافحة الأعشاب الضارة،وتلقيح السحب، وزراعة البذور، والمراقبة البيئية، وتحليل التربة. ووفقًا لشركة أبحاث السوق المعتمدة، من المتوقع أن يصل سوق الروبوتات الزراعية إلى 11.58 مليار دولار بحلول عام 2025.

## نظرة عامة
وبحسب مجلة نيوساينتست، يضع العلماء أولويات كثيرة على قائمة اهتماماتهم عند تطبيق الأتمتة الزراعية منها على سبيل المثال، عامل الدقة، الذي ستُركز عليه في المزارع الحديثة. ويتساءلون ما الداعي وراء رش حقل بأكمله بالمواد الكيميائية، في حين أنه يجب رش الجزء المستهدف للزراعة فقط؟ ومن الممكن أن يحصل كل نبات على احتياجاته فقط من العناصر المغذية، بلا زيادة أو نقصان، ما سيحد كثيراً من استخدام المواد الكيميائية، علاوة على رفع جودة المحاصيل.
ويرى مهندسون زراعيون، أن الزراعة الدقيقة تحتاج إلى روبوتات تؤدي دور المزارع (الروبوت المزارع). ومن المتوقع أن نرى في القريب العاجل مزارع تجوبها روبوتات، كل منها ينفذ مهمة محددة، فمنها ما سيتعامل مع الشتلات الصغيرة، وتدعيمها وتقويتها بالكميات التي تحتاجها من السماد، وريها بما يسد رمقها من الماء، كما ستتولى روبوتات أخرى الكشف عن الحشائش الضارة واقتلاعها باستخدام جرعات بالغة الدقة من المبيدات، أو بلسان من اللهب من مسدس صغير، أو بجرعة صغيرة من أشعة الليزر. وستتمكن الروبوتات أيضاً من التعرف إلى ما نضج من فواكه وخضراوات، وجمعها بدلاً من المزارع .

## فوائد الأتمتة الزراعية
الاستعانة بالروبوت في المجال الزراعي يمكن أن يحدث تغييرات مهمة في مجال العمالة وطريقة أداء العمل، ولن تكون التربة الزراعية بمنأى عن آثار هذه التغييرات، فلابد أن تطالها لتؤثر بالتالي في جودتها وفيما تنتجه من محاصيل، وأيضاً يجب ألا ننسى إمكانية السيطرة على كمية الطاقة المستخدمة، وبالتالي نسبة الكربون المنبعث من عملية الزراعة، ما سيحد من مستويات التلوث . ويتوقع الخبراء أن يحدث الروبوت المزارع تغييراً كبيراً أيضاً في أنواع الخضراوات والفاكهة المزروعة . واستخدام الآلات الحديثة في الزراعة على مدار القرن الفائت حول الزراعة إلى نشاط صناعي واسع في أماكن كثيرة من العالم، وكانت مزارع الحبوب أول ما طبق فيها ذلك، إضافة إلى محاصيل أخرى نالت نصيباً كبيراً من الأتمتة، مثل البرتقال والبندورة، إذ تُقطف ميكانيكياً. وفي آلاف مزارع الأبقار، يتولى الروبوت جمع الألبان، وتصل منتجات مثل هذه المزارع إلى منافذ البيع من دون أن تمسها يد إنسان. ويجتهد العلماء حالياً لاستخدام الأتمتة على مدى أوسع في المجال الزراعي، وربما طبق ذلك بالفعل، لكنه لم يلفت انتباهنا، لأن هذه الروبوتات تتولى مهامها متنكرة في شكل ماكينات زراعية تُوجه أغلبها ذاتياً من خلال نظام تحديد المواقع (GPS)، عند عبور حقل ما.
سايمون بلاكمور، الباحث في تقنيات الزراعة في جامعة «هاربر آدامز» في شروبشاير بالمملكة المتحدة، يشير إلى أن استخدام مثل هذه التقنيات في المجال الزراعي أصبح هو القاعدة والأساس . وتشير مجلة «نيوساينتست» إلى أن الآليات الزراعية الحديثة يمكنها التحاور معاً، ومنها على سبيل المثال، نظام زراعي تقني، يعرف باسم «جون ديري»، طرحته في الأسواق في ،2012 شركة أمريكية لصناعة المعدات الزراعية تحمل الاسم نفسه . فمثلاً، تستطيع آلة الحصاد المزودة بهذه التقنية مخاطبة الماكينة الزراعية، وتوجيه سائقها بإنزال المحصول . وابتكرت شركة «فينديت» الألمانية جراراً مزدوجاً، يقود الجزء الأول منه سائق عادي، بينما يعمل الآخر آلياً، محاكياً ما يقوم به جزأه الأول الذي يعمل على مقربة منه. ويساعد النظام، الذي يعد مجرد بداية، في توفير الوقت الذي يقضيه المزارع في العمل.
عندما تعمم الأتمتة في المجال الزراعي، لن تأخذ شكل الماكينات الزراعية، كما هي الحال الآن، بحجمها الضخم، ووزنها الثقيل، والتي تترك آثاراً غير مرغوبة، فوزن المعدة الثقيل يضغط على التربة فيقلص حجمها، ويقلل مساميتها، ما يؤدي إلى عدم نمو النبات بالشكل المناسب. كما يؤدي انضغاط التربة إلى زيادة تصحرها حال ندرة المطر. وبتقليل الضغط الذي تشكله المعدات ثقيلة الوزن على التربة ستحافظ على تركيبتها ولن تتعرض الكائنات الحية فيها إلى الهلاك، كما ستتمكن من امتصاص كميات أكبر من المياه، ومن الحفاظ على خصوبتها لفترة أطول. يقول بلاكمور «إذا كان الهدف من حرث الأرض إصلاح التلف الذي سببته المعدات الضخمة، والتي تستهلك 80 في المئة من الطاقة المخصصة للزراعة، لاستصلاح هذه التلفيات، لذا وجب العمل بطرق أفضل، بالاستعانة بالروبوتات خفيفة الوزن». ومع هذه الروبوتات لن تكون هناك حاجة إلى حرث الأرض، وستقل كميات الطاقة المستهلكة، وبالتالي الانبعاثات الكربونية. ويضيف بلاكمور أن الطرق الجديدة تركز على استبدال الآليات الضخمة بأخرى خفيفة الوزن، إذ إن البذرة الواحدة يكفيها سنتيمتراً مكعباً من التربة لتنمو فيه، ما يوفر الطاقة المستنزفة ويحسن عملية نمو المحاصيل.

## مستقبل الأتمتة الزراعية
ومع ظهور تقنية ساتناف (الملاحة من خلال القمر الاصطناعي) والمعروفة باسم تحديد المواقع الحركية في الوقت الحقيقي، أمكن تحديد المواقع المناسبة لزراعة محاصيل بعينها باستخدام بيانات الأقمار الاصطناعية . أرنو ركلشاوزين، من جامعة العلوم التطبيقية في أوسنابروك في ألمانيا، يعكف حالياً على تطوير هذه التقنية لتُثبت على روبوت مزارع يعرف باسم «بونيروب»، وهو روبوت جوال بأربع أذرع يستخدم كاميرات تصوير طيفي للتعرف إلى النباتات الخضراء، ثم يقوم بتسجيل مواقع نباتات منفردة ومراقبتها أثناء النمو . القضاء على الحشائش الضارة من الأولويات المهمة في الزراعة المؤتمتة، لما لها من آثار ضارة، مثل خفض كمية المحصول لأكثر من 50 في المئة . والخطوة التالية التي سيقدم عليها ركلشاوزين تتمثل في تثبيت نظام رش عالي الدقة، به علبة من الحبر لا يزيد حجمها عن علبة حبر الطابعة، والذي يمكنه رش مقدار ضئيل من مبيد الحشائش على أوراقها . وبحسب تقديرات ركلشاوزين، سوف يقلل ذلك من استخدام الكيميائيات بنسبة 80 في المئة، علاوة على تكلفته الزهيدة.
وتشير مجلة «نيوساينتست» إلى الفوائد الجمة التي يمكن جنيها من تنوع المحاصيل الزراعية، الذي سينتج عنه نجاة أنواع من النباتات كانت لقمة سائغة تلتهمها الحشائش الضارة. وأظهرت اختبارات أخرى على أنظمة روبوتات الري قدرتها على خفض استهلاك المياه بنسبة تتجاوز النصف. ويؤكد بلاكمور أن التقنيات جاهزة لكن ما يعطل نشرها على نطاق واسع هو نقص التمويل. وفي اليابان، أخذت الحكومة الأمر على عاتقها، إذ تزرع 40 في المئة من حاجتها للغذاء، وتسعى إلى رفع الرقم إلى 50 في المئة خلال العقد المقبل، بالاستعانة بتقنيات الروبوت الزراعي. 
نوبورو نوجوتشي، أستاذ علم الروبوت في جامعة هوكايدو في اليابان، يدير مشروعاً سيستمر لخمس سنوات، مولته وزارة الزراعة اليابانية بثمانية ملايين دولار، لتسهيل طرح الروبوتات الزراعية في الأسواق، كما يهدف المشروع إلى أتمتة كل مراحل عملية الزراعة، وسيركز خاصة على محاصيل اليابان الثلاثة الرئيسة، القمح، والأرز، وفول الصويا، وبحلول 2014 يخطط فريق نوجوتشي لتجربة الروبوتات عملياً. ويعمل نوجوتشي مع شركة «بوش» الألمانية لتطوير روبوت مزود بحساسات ليزرية وخلايا فوق صوتية تمكنه من التوقف عن الحركة في حال اكتشافه أجسام أخرى قد يصطدم بها، كالماشية، مثلاً. وتخطط الولايات المتحدة، وأوروبا، والصين لتتبع نهج اليابان. وفي،2007 حُصد نصف محصول كاليفورنيا من العنب آلياً، ما أدى إلى تقلص العمالة من 50 إلى 30 ألف عامل، وقياساً عليه، ستؤدي الاستعانة بالروبوتات الزراعية إلى الاستغناء عن كثير من العمالة. وتشير الدراسات إلى أن حلب الماشية آلياً لا ينقص كثيراً من إجمالي الأرباح، بيد أن بلاكمور يرى أن أتمتة الزراعة ستجني أرباحاً كبيرة، إذ إنها ستقلل من تكلفة القضاء على الحشائش الضارة بنسبة 20 في المئة في الهكتار الواحد من حقول البنجر أو القمح، كما ستتضاعف أرباح الزراعات العضوية، التي يخصص أكثر من 50 في المئة من مدخولها للعمالة فقط. وأثبتت دراسة في الدنمارك أن أتمتة الزراعة ستقلل تكلفة التخلص من الحشائش الضارة إلى النصف. والسؤال المهم: هل ستؤدي الروبوتات الزراعية إلى خفض أسعار المواد الغذائية؟ بلاكمور يرى إمكانية ذلك لكن لايؤكده، مبرراً ذلك بأن هناك عدة عوامل تتحكم فيها، بداية بالطقس، وانتهاءً بالمنافسة المستمرة بين محال البيع، لذا يصعب الجزم بأن أتمتة الزراعة ستؤدي إلى خفض أسعار الفاكهة والخضراوات على المدى البعيد، مشيراً إلى أن الحد من استهلاك الطاقة في الزراعة يمكن أن يؤدي إلى خفض الأسعار.